# Llista de topònims de la Cabana de Corbera
Llista de topònims (noms propis de lloc) de la Cabana de Corbera (Rosselló).
Informació actualitzada per un bot. Els canvis manuals es perdran quan s'actualitzi!

## Misc
| imatge | Nom                                     | Ubicat a                     | instància de                          | Detalls | coordenades | Protecció                     | Commons (més fotos)                            | Dades a WD                    |
| ------ | --------------------------------------- | ---------------------------- | ------------------------------------- | ------- | --- | ----------------------------- | ---------------------------------------------- | ----------------------------- |
|        | La Caixeta                              | Cameles la Cabana de Corbera | dolmen                                |         | 42° 38′ 59″ N, 2° 41′ 05″ E / 42.649861111111°N,2.6847222222222°E 42° 38′ 41″ N, 2° 40′ 29″ E / 42.644722222222°N,2.6748611111111°E fr:Solar del Mouton 292.5 msnm | monument històric inventariat |                                                | Modifica les dades a Wikidata |
|        | Santa Magdalena de Corbera la Cabana    | la Cabana de Corbera         | església                              |         | 42° 39′ 30″ N, 2° 40′ 39″ E / 42.6583°N,2.6775°E 148.7 msnm |                               | Église Sainte-Madeleine de Corbère-les-Cabanes | Modifica les dades a Wikidata |
|        | casa de la vila de la Cabana de Corbera | la Cabana de Corbera         | instal·lació Ús: seu del govern local |         | 42° 39′ 29″ N, 2° 40′ 32″ E / 42.6579646550392°N,2.67561602508545°E fr:13 RUE POMAROLA, 66130 CORBERE-LES-CABANES                                                  |                               | Town hall of Corbère-les-Cabanes               | Modifica les dades a Wikidata |
|        | cova de Montou                          | la Cabana de Corbera         | cova                                  |         | 42° 38′ 50″ N, 2° 40′ 29″ E / 42.64722222°N,2.67472222°E 262.7 msnm                                                                                                |                               |                                                | Modifica les dades a Wikidata |
|        | el Montou                               | Cameles la Cabana de Corbera | muntanya cim                          |         | 42° 39′ 13″ N, 2° 40′ 50″ E / 42.65355555555555°N,2.680416666666667°E 289.2 msnm                                                                                   |                               |                                                | Modifica les dades a Wikidata |